# Javier Elorriaga
Francisco Javier Elorriaga Iturriagagoitia (Abadiño, 3 december 1947) is een voormalig Spaans wielrenner uit het Baskenland.

## Belangrijkste overwinningen
1973
- GP Llodio
- Trofeo Masferrer
- 3e etappe Ruta del Sol
- 4e etappe deel A Ronde van het Baskenland
- 4e etappe deel A en B Ronde van Aragon
- 2e etappe Ronde van Asturië

1974
- eindklassement Ronde van Aragón
- 5e etappe Ronde van Mallorca

1975
- eindklassement Ronde van La Rioja
- 1e etappe Ronde van La Rioja
- 4e etappe Ronde van Asturië

1976
- 1e etappe Ronde van Aragón
- 3e etappe Ronde van Aragón
- 5e etappe deel B Ronde van Aragón
- eindklassement Ronde van Aragón

1977
- 1e etappe deel A Ronde van het Baskenland
- 1e etappe Ronde van Asturië

1978
- 11e etappe deel A Ronde van Spanje
- proloog Ronde van Asturië
- 2e etappe Ronde van Asturië

1980
- 15e etappe Ronde van Spanje

## Resultaten in voornaamste wedstrijden
| Jaar | Ronde van Italië | Ronde van Frankrijk | Ronde van Spanje |
| ---- | ---------------- | ------------------- | ---------------- |
| 1973 |                  |                     | 46e              |
| 1974 |                  |                     | 16e              |
| 1975 | 58e              |                     |                  |
| 1976 |                  |                     | 26e              |
| 1977 | 98e              |                     | 24e              |
| 1978 |                  | opgave              | 27e (1)          |
| 1979 |                  |                     | 51e              |
| 1980 |                  |                     | 42e (1)          |

| Jaar | Milaan-San Remo | Luik-Bast.‑Luik |  | WK op de weg |
| ---- | --------------- | --------------- |  | ------------ |
| 1973 |                 | 29e             |  |              |
| 1974 |                 |                 |  |              |
| 1975 |                 |                 |  |              |
| 1976 | 75e             |                 |  | 18e          |
| 1977 | 138e            |                 |  |              |
| 1978 | 124e            |                 |  |              |
| 1979 |                 |                 |  |              |
| 1980 |                 |                 |  |              |